# Geo (azienda)
Geo era un marchio di auto e SUV di piccole dimensioni commercializzati dalla General Motors come una "sotto divisione" della Chevrolet dal 1989 al 1997. L'obiettivo era competere con il mercato delle piccole vetture d'importazione in crescita dalla metà degli anni '80; dopo il 1997 i modelli rimanenti furono commercializzati con il marchio Chevrolet, in quanto l'interesse dei consumatori per le compatte svanì.

## I modelli
I modelli Geo sono stati prodotti da GM in joint venture con tre case automobilistiche giapponesi: Suzuki, Toyota e Isuzu.
La Geo Metro è una piccola auto economica basata sulla Suzuki Swift (Cultus). È stata prodotta dal 1989 al 2001. La prima generazione fu offerta sia in versione due volumi a tre e cinque porte, sia come berlina tre volumi a quattro porte (fu venduta solo in Canada) sia, dal 1990 al 1993, in versione cabriolet. L'ultimo aggiornamento del 1998 portò alla rimarchiatura Chevrolet.
La Geo Prizm è una berlina compatta a quattro porte basata sulla Toyota Sprinter e succedeva alla Chevrolet Nova; fino al 1991 fu prodotta anche in versione due volumi cinque porte. Nonostante la Prizm abbia ottenuto numerosi riconoscimenti dell'industria automobilistica, soffrì sempre della concorrenza della Toyota Corolla, basata sulla stessa piattaforma, e della Chevrolet Cavalier. Fu commercializzata dal 1989 al 2002 (dal 1997 con marchio Chevrolet).
La Geo Spectrum è un modello subcompact basato sulla Isuzu I-Mark che si collocava al livello superiore della Metro. Già commercializzata con il marchio Chevrolet dal 1985 al 1988, come Geo Spectrum è stata venduta solo nel 1989 ed è stata sostituita dalla Geo Storm.
La Geo Storm è una piccola sportiva derivata dall'Isuzu Impulse, disponibile a tre porte sia in versione coupé che wagon. Commercializzata dal 1990 per sostituire la Spectrum, e come questa costruita in Giappone dalla Isuzu, nonostante il notevole successo uscì dal mercato nel 1993 a causa della scelta del marchio giapponese di cessare la produzione di automobili.
Il Geo Tracker è un SUV introdotto nel 1989 e basato sul Suzuki Sidekick. Era un veicolo a basso prezzo alternativo alle Jeep. Disponibile come cabriolet o con tetto fisso, dal 1996 la versione aperta fu abbandonata a favore di una versione a quattro porte. Dal 1998 al 2004 adottò il marchio Chevrolet, rendendolo il modello Geo più longevo. Il Tracker è stato completamente ridisegnato nel 1999 ed è stato sostituito dal Chevrolet Equinox nel 2005.